# Frankie Hejduk
Frank Daniel Hejduk (La Mesa, 5 de Agosto de 1974) é um ex-futebolista norte-americano, que atuava como defensor

## Carreira
Hejduk se profissionalizou no Tampa Bay Mutiny, em 1996.

## Seleção
Hejduk representou a Seleção Estadunidense de Futebol nas Olimpíadas de 1996 e 2000.
Ele jogou duas Copas do Mundo: 1998 e 2002. Era presença certa no Mundial de 2006, mas uma lesão o impediu de ir à Alemanha, e acabou substituído por Chris Albright, do Los Angeles Galaxy. Seu último clube foi o Los Angeles Galaxy.

## Títulos
Estados Unidos
- Copa Ouro da CONCACAF de 2002